# Erigone allani
Erigone allani là một loài nhện trong họ Linyphiidae.
Loài này thuộc chi Erigone. Erigone allani được Ralph Vary Chamberlin & Wilton Ivie miêu tả năm 1947.